# Мюнзинген (Вюртемберг)
Мюнзинген (нем. Münsingen, алем. нем. Mensenga) — город в Германии, в земле Баден-Вюртемберг.
Подчинён административному округу Тюбинген. Входит в состав района Ройтлинген. Население составляет 14 491 человек (на 31 декабря 2010 года). Занимает площадь 116,05 км². Официальный код — 08 4 15 053.
Город подразделяется на 14 городских районов.

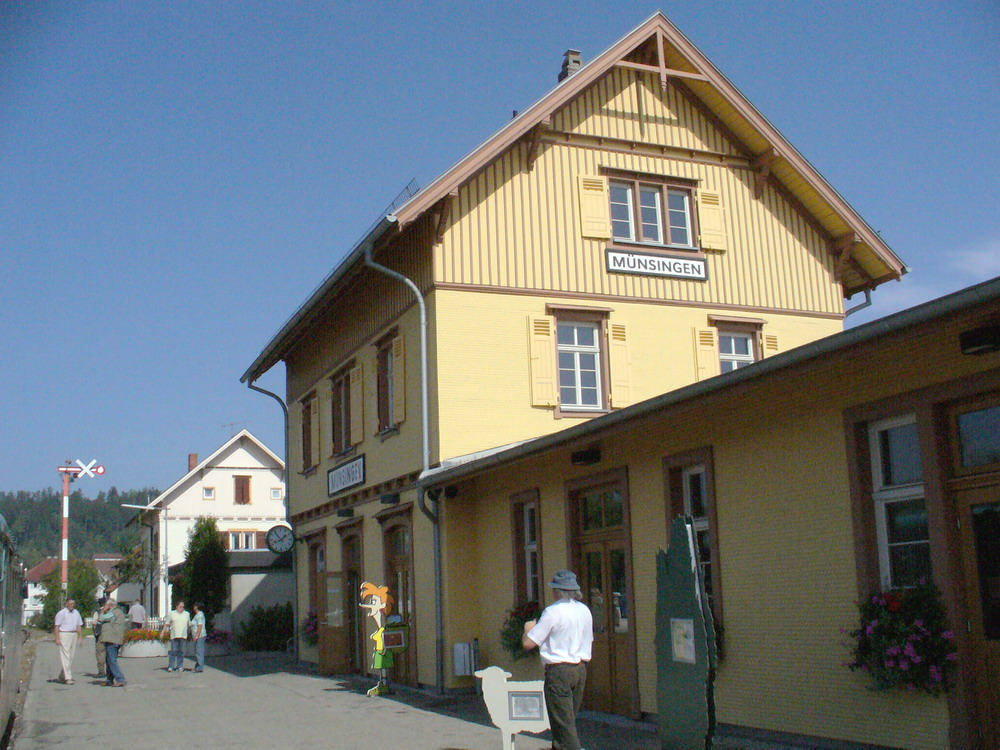
Вокзал

## Достопримечательности
- Недалеко от Мюнзингена в долине реки Лаутер (Lauter) находится крепость Бихисхаузен.